# 卡梅伦·皮利
卡梅伦·皮利（英語：Cameron Pilley，1982年10月27日—），澳大利亚男子壁球运动员。他曾代表澳大利亚参加2010年、2014年和2018年英联邦运动会壁球比赛，获得三枚金牌和二枚铜牌。